# Алексеев, Василий Алексеевич
Василий Алексеевич Алексеев (1863—1919) — русский филолог, переводчик античных классиков.

## Биография
Родился в 1863 году. Преподавал русский язык в Катковском лицее.
Скончался в 1919 году. Рукописные материалы В. А. Алексеева находятся в личных фондах Рукописного отдела Пушкинского дома, ф. 642.